# Long Parlement

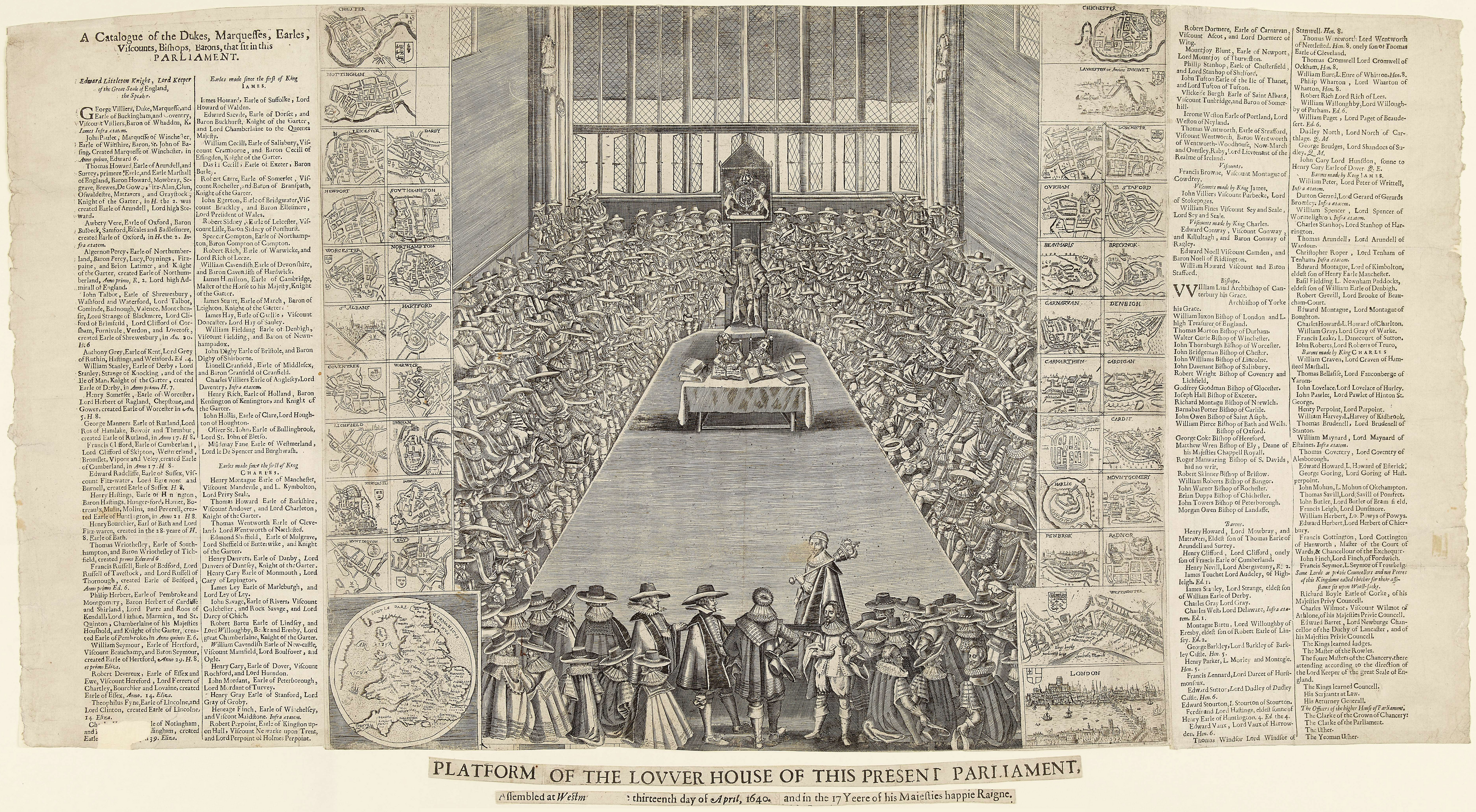
Session du Long Parlement, 1640

Le Long Parlement est le nom donné au Parlement de l'Angleterre convoqué par Charles Ier d'Angleterre en 1640 à la suite des guerres des évêques. Il doit son nom au fait qu'il a siégé presque continûment durant la première révolution anglaise jusqu'en 1653.

## Contexte
L'armée de Charles Ier est défaite par les troupes écossaises en août 1640 (guerres des évêques). Le traité de Ripon laisse à la charge du Roi des indemnités d'occupation qu'il ne peut payer sans recours à de nouvelles levées d'impôts. Le 26 septembre 1640, Charles convoque un nouveau Parlement composé d'une Chambre des communes de 536 membres et une Chambre des Lords de 120 membres (dont 27 évêques). Les élections donnent une large majorité favorable aux réformes et opposée au pouvoir personnel du Roi.

## Première phase

### Le Roi en son Parlement
L'ouverture a lieu le 3 novembre. Le premier président choisi par le Roi est William Lenthall qui s'avèrera d'un tempérament timoré et qui ne sera d'aucune aide pour le souverain. Dès le début, la Chambre des communes énumère une série de griefs et par la voix de John Pym, leader du parti puritain, dénonce les complots papistes. Il est soutenu à la Chambre des Lords par le comte de Warwick. Un des premiers actes du Parlement est de mettre en accusation le comte de Strafford, principal soutien de Charles et l'homme le plus apte à résister au Parlement. Il sera exécuté en mai 1641 sans que le Roi puisse vraiment s'y opposer.

## Membres célèbres
- John Colepeper
- Oliver Cromwell
- Simonds D'Ewes
- George Digby
- Lucius Cary
- John Hampden
- Robert Harley
- Arthur Haselrig
- Denzil Holles
- Edward Hyde
- William Lenthall
- John Pym
- Benjamin Rudyerd
- William Russell
- Oliver St John
- Francis Seymour
- Nicholas Slanning
- William Strode
- James Temple
- Henry Vane the Elder
- Henry Vane the Younger
- Nicholas Crisp
- John Maitland (1er duc de Lauderdale)